# Nassacher Höhe
Die Nassacher Höhe ist mit 512,2 m ü. NHN der höchste Berg des Höhenzuges der Haßberge am Rennweg im Landkreis Haßberge in Bayern. Sie liegt im fränkischen Naturpark Haßberge oberhalb von Nassach, einem Ortsteil von Aidhausen. Der Gipfel liegt auf der Gemarkung von Hofheim in Unterfranken.
Auf der bewaldeten Nassacher Höhe, über die als historischer Handels- und heutiger Wanderweg der Rennweg führt, stehen zwei Sendetürme.